# Green Island

Mapa mostrando a localização da vila dentro do Condado de Albany, Nova York

Green Island é uma vila localizada no Condado de Albany, no estado americano de Nova Iorque. Em 2014, tinha uma população estimada de 2.618 habitantes.